# فرانك دافي
فرانك دافي هو ناقد أدبي وكاتب وشاعر كندي، ولد في 19 أبريل 1940 في فانكوفر في كندا.